# Coupe du monde de tir de l'ISSF
La Coupe du monde de l'ISSF (en anglais : ISSF World Cup) est organisée plusieurs fois par an sous l'égide de la Fédération internationale de tir sportif, depuis 1986. Les meilleurs tireurs participent à la finale de la Coupe du monde en octobre.

## Palmarès des nations

### Tableau des médailles
Palmarès cumulé des nations en Coupe du monde :
| Rang | Nation           | Or  | Argent | Bronze | Total |
| ---- | ---------------- | --- | ------ | ------ | ----- |
| 1    | Chine            | 260 | 225    | 181    | 666   |
| 2    | États-Unis       | 165 | 156    | 168    | 489   |
| 3    | Italie           | 156 | 156    | 168    | 489   |
| 4    | Allemagne        | 141 | 98     | 126    | 365   |
| 5    | Russie           | 130 | 159    | 140    | 429   |
| 6    | Union soviétique | 97  | 83     | 70     | 250   |
| 7    | Bulgarie         | 71  | 66     | 52     | 189   |
| 8    | France           | 63  | 43     | 65     | 159   |
| 9    | Corée du Sud     | 51  | 43     | 65     | 159   |
| 10   | Yougoslavie      | 46  | 27     | 23     | 96    |

Palmarès cumulé des nations en finale de la Coupe du monde :
| Rang | Nation           | Or | Argent | Bronze | Total |
| ---- | ---------------- | -- | ------ | ------ | ----- |
| 1    | Chine            | 66 | 67     | 51     | 174   |
| 5    | Russie           | 53 | 45     | 46     | 144   |
| 2    | Italie           | 44 | 35     | 33     | 112   |
| 4    | Allemagne        | 43 | 30     | 31     | 104   |
| 5    | États-Unis       | 25 | 31     | 29     | 85    |
| 6    | Union soviétique | 16 | 14     | 18     | 48    |
| 7    | Bulgarie         | 11 | 14     | 13     | 38    |
| 8    | Yougoslavie      | 10 | 4      | 1      | 15    |
| 9    | France           | 9  | 12     | 9      | 30    |
| 10   | Australie        | 8  | 8      | 9      | 25    |

## Records
- Records du monde